# Geoffrey Shephard
Geoffrey Shephard   (Manchester, 16 d'agost de 1927 - Norwich, 3 d'agost de 2016) va ser un matemàtic britànic.

## Vida i Obra
Després de cursar els estudis secundaris en una prestigiosa escola de Leicester, Shephard es va graduar en matemàtiques el 1948 al Queen's College de la universitat de Cambridge. Aquest mateix any va publicar un estudi de la interpretació del rellotge de sol del Queen's College, construït el 1642. Va continuar fent recerca a la universitat fins obtenir el doctorat el 1954, amb una tesi sobre polítops regulars complexes.
El 1951 havia estat contractat per la universitat de Birmingham en la qual va romandre fins al 1967 quan es va traslladar a la universitat d'Est Anglia a Norwich. Es va retirar de la docència activa el 1987, passant a ser professor emèrit i fixant la seva residència a Norwich, on va morir el 2016.
Shephard es va especialitzar en geometria. Son notables els seus estudis sobre poliedres. El seu llibre, Tilings and Patterns (1987), escrit conjuntament amb Branko Grünbaum, es va convertir en un clàssic en la matèria durant molts anys. També va ser Shephard qui va proporcionar la primera formulació explícita de l'anomenat problema de Dürer, sobre el desenvolupament pla d'un políedre tridimensional.